# Prybereżne (przystanek kolejowy)
Prybereżne (ukr. Прибережне) – przystanek kolejowy w miejscowości Prybereżne, w rejonie białogrodzkim, w obwodzie odeskim, na Ukrainie.